# 以色列交通与道路安全部

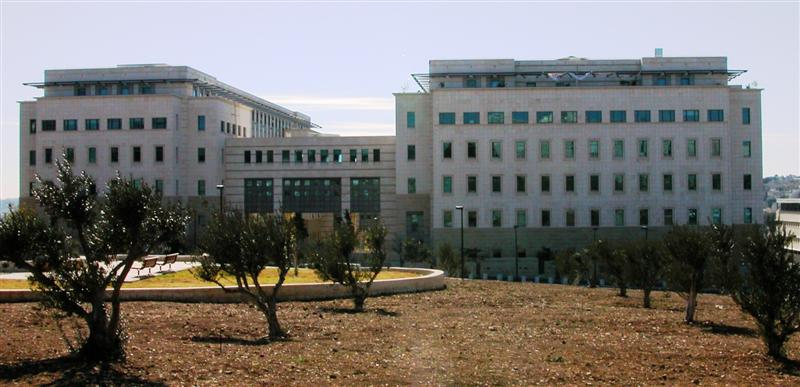

以色列交通与道路安全部，以色列政府内阁机构之一，负责以色列交通运输及道路安全事宜。以色列交通与道路安全部办公地位于耶路撒冷吉瓦特拉姆。现任部长空缺中。